# 고창 선운사 대웅보전 신중도
고창 선운사 대웅보전 신중도(高敞 禪雲寺 大雄寶殿 神衆圖)는 전북특별자치도 고창군 아산면, 선운사에 있는 불화이다. 2014년 10월 31일 전라북도의 유형문화재 제230호로 지정되었다.

## 지정 사유
고창 선운사 대웅보전 신중도는 1807년(순조 7)에 수화승(首畵僧) 오봉(鰲峰) 등에 의해 제작된 작품으로, 화면 구성이 빼어나고 원만한 상호 및 인체 비례의 적정 등 인물 표현이 자연스럽고 색채 표현이 조화로운 수작(秀作)으로 평가된다.

## 참고 자료
- 고창 선운사 대웅보전 신중도 - 국가유산청 국가유산포털